# اچ‌ام‌اس پرونتر (زد۲۶۵)
اچ‌ام‌اس پرونتر (زد۲۶۵) (به انگلیسی: HMS Preventer (Z265)) یک کشتی بود که طول آن ۱۹۴ فوت ۶ اینچ (۵۹٫۲۸ متر) بود. این کشتی در سال ۱۹۴۴ ساخته شد.